# Lissonota pallipleuris
Lissonota pallipleuris là một loài tò vò trong họ Ichneumonidae.